# Charles Emile Balisaux
Charles Joseph Emile Balisaux (Fleurus, 17 augustus 1827 - Ligny, 30 november 1891) was een Belgisch advocaat, bankier, volksvertegenwoordiger en senator.

## Levensloop
Balisaux was de zoon van de arts Charles-Joseph Balisaux en van Pauline Van Hulst. Hij trouwde in 1857 met Flore Lebeau, dochter van burgemeester en volksvertegenwoordiger Charles-Louis Lebeau, bij wie hij als advocaat stage liep.
Hij behaalde het diploma van doctor in de rechten aan de Universiteit Luik (1852) en werd advocaat aan de Balie van Charleroi (1852-1860). In 1860 werd hij door oververmoeidheid ernstig ziek en besliste naar eigen zeggen minder vermoeiende activiteiten te ontplooien, zoals die van bankier en politicus.

## Bankier en ondernemer
Hij werd medeoprichter en afgevaardigd bestuurder van de Banque de Charleroi, als vennootschap ingeschreven onder de naam Commandite Balisaux, Lebeau, J. Le Borne et Compagnie. Hij bleef de bank leiden tot aan zijn dood.
Hij werd ook bestuurder van andere vennootschappen, zoals:
- Charbonnages du Centre de Gilly;
- Hauts-Fourneaux et Usines du Midi de Charleroi;
- Houillères Unies du Bassin de Charleroi;
- Banque de Change et d'Emission;
- Charbonnages de Pâturages et Wasmes;
- Sucreries de Fleurus;
- Verreries de Charleroi.

Hij was viceconsul van Spanje in Charleroi.

## Politicus
Emile Balisaux werd in 1870 als onafhankelijke kandidaat tot volksvertegenwoordiger verkozen voor het arrondissement Charleroi, in opvolging van zijn schoonvader. Hij stelde zich tegen de officiële liberale kandidaat Eudore Pirmez, die hij met steun van de katholieke politieke kringen versloeg. Hij vervulde dit ambt gedurende één legislatuur, waarna hij in 1874, verzoend met de partij, tot liberaal senator werd verkozen voor hetzelfde arrondissement, opnieuw in opvolging van zijn schoonvader en dit bleef tot aan zijn dood.
Gedurende zijn parlementaire loopbaan bleef hij tot de liberale strekking behoren, maar dit belette hem niet zware kritiek te uiten op Walthère Frère-Orban en op Eudore Pirmez, of om na 1884 beslissingen van de katholieke regering toe te juichen. Hij was lid van de Onderzoekscommissie naar de toestand van de industriële arbeid (1886).
Balisaux overleed aan een hersenbloeding in zijn kasteel van Plomcot in Ligny, na de laatste sacramenten te hebben ontvangen. Hij had, binnen de liberale partij, steeds het belang van de godsdienst onderstreept.

## Publicatie
- Lettre à Messieurs les Membres de l'Association charbonnière de Charleroi sur la question d'union douanière entre la France et la Belgique, Charleroi, 1969.